# Gáll Erzsébet
Gáll Erzsébet, Gállné Keresztes Erzsébet (Gyulafehérvár, 1928. szeptember 3. – 2002. július 14.) szlavista filológus, műfordító, tankönyvíró. Gáll János felesége.

## Kutatási területe
Az orosz irodalom és a világirodalom kapcsolatai a 18. században.

## Életútja
Tisztviselő családban született, testvérei Keresztes Endre és Keresztes Zoltán. Középiskolát szülővárosában, Zilahon és Kolozsvárt (1948) végzett, a Bolyai Tudományegyetemen orosz nyelv és irodalom szakos diplomát szerzett (1952), ugyanitt lektor (adjunktus) a szláv filológia tanszékén, adjunktusként vonult nyugalomba.
Első cikke a Dolgozó Nőben jelent meg (1954); a Korunk rendszeresen közölte cikkeit és műfordításait, főleg az orosz s általában a szovjet irodalom területéről, többek közt a Lumumba-egyetemről (1970), magyar antifasiszták orosz bemutatásáról (1972), Alekszandr Gerskovics orosz Petőfi-monográfiájáról (1973), Csingiz Ajtmatovról (interjú, 1976). Wertherul rus (=az orosz Werther) című tanulmánya a Babeş–Bolyai Egyetem szláv tanszékének gyűjteményes kiadványában (1977) eredeti forrásfeldolgozás. Szerkesztője és társszerzője Az orosz nyelvtan kézikönyve című egyetemi tankönyvnek (1956), szerzője az orosz népköltészetről szóló egyetemi jegyzetnek (1957).

## Fordításköteteiből
- B. Tartakovszkij: Felsőosztályosok (ifjúsági regény, 1953);
- Ivan Kratt: Az útmutató (novellák, Kós Károllyal, 1954).

## Társasági tagság
- A Romániai Szlavisztikai Társaság tagja